# HD 143928
HD 143928，又名CD-3710680，SAO 207297、HR 5975，是一颗恒星，视星等为5.9，位于銀經339.81，銀緯10.81，其B1900.0坐标为赤經15h 58m 0.6s，赤緯-37° 10.81′ 3″。